# Velliv, Pension & Livsforsikring
Velliv (indtil 2018 Nordea Liv & Pension og før 2002 en del af Tryg Forsikring) er et dansk kundeejet livsforsikringsselskab/pensionsselskab. Selskabet blev grundlagt i 1919 og er i dag ejet 100 % af Velliv Foreningen, efter foreningen har købt Nordea-koncernens aktier over 3 omgange. 
Velliv er et af Danmarks største kommercielle pensionsselskaber. Alle ca. 340.000 kunder i Velliv er automatisk medlem af Velliv Foreningen.
Det blev i marts 2019 besluttet, at Velliv Foreningen øger sin ejerandel af Velliv fra 70 pct. til ca. 81 %, i december 2019 købte foreningen den resterende aktiepost således, så Velliv nu er 100 % kundeejet. Fremover vil en endnu større del af overskuddet i Velliv derfor gå til Velliv Foreningen.

## Ledelse
Administrerende direktør er Kim Kehlet Johansen, Anne Broeng er bestyrelsesformand, og Velliv Foreningens formand Peter Gæmelke er næstformand.